# Chungha
Dans ce nom coréen, le nom de famille, Kim, précède le nom personnel.
Kim Chung-ha (hangeul : 김청하), connue sous le mononyme Chungha (coréen : 청하), née le 9 février 1996, est une chanteuse et danseuse sud-coréenne révélée en tant que membre du girl group sud-coréen I.O.I formé par l'émission Produce 101 en 2016.  Elle commence une carrière solo en avril 2017 avec son premier single intitulé Week.

## Jeunesse
Chungha est née le 9 février 1996 en Corée du Sud. Elle a vécu à Dallas, Texas sous son nom anglais Annie Kim pendant huit ans avant de retourner en Corée du Sud pour devenir chanteuse. Par conséquent, elle est capable de parler anglais et coréen. Elle a auditionné pour YG Entertainment mais n'a pas été accepté. Elle a été stagiaire chez JYP Entertainment avant de rejoindre l'agence MNH Entertainment.

## Carrière

### 2016:Produce 101et I.O.I

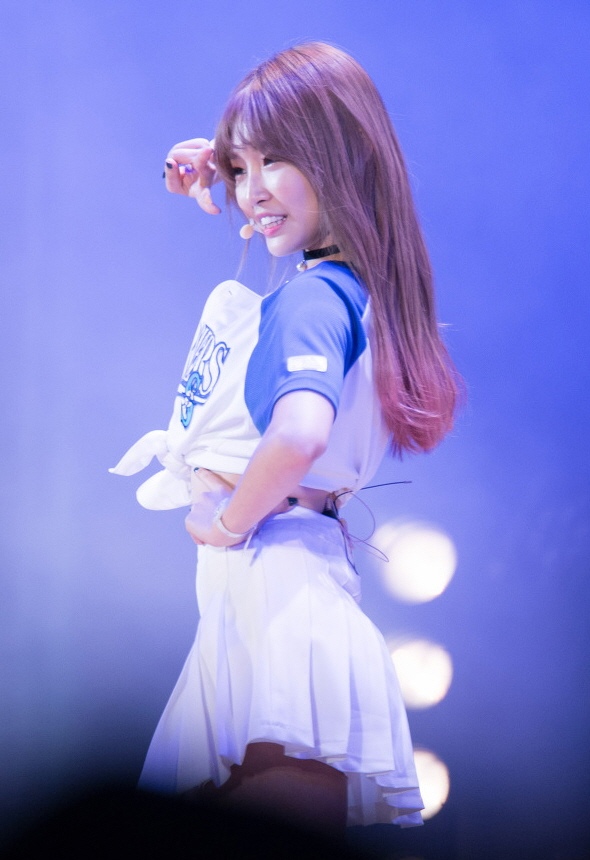
Chungha sur scène avec I.O.I en 2016

En janvier 2016, elle représente son agence lors de l’émission Produce 101. Elle termine 4e lors de la finale de la compétition qui lui permet de débuter le 4 mai au sein d’I.O.I avec leur premier mini-album, Chrysalis.
Le 24 juillet, Chungha est révélée comme une nouvelle participante de l’émission de danse, Hit The Stage.
Le 21 décembre, MNH Entertainment confirme que Chungha débutera en solo au début de l'année 2017, après avoir terminé les promotions avec I.O.I.

### 2017: Début solo avecHands on Me
Le 21 avril, le titre Week sort comme pré-single pour ses débuts, suivi le 7 juin par son premier mini-album, Hands on Me, avec le titre principal Why Don't You Know,,.
Le 22 novembre, le premier épisode de son propre reality show, Chung Ha's Free Month, est mis en ligne sur Youtube et Naver TV.

### 2018-présent:Offset,Blooming Blue,Gotta Go, Flourishing,etQuerencia
Chungha sort son deuxième mini-album, Offset, le 17 janvier 2018. L’EP contient cinq pistes, dont le titre promotionnel Roller Coaster,.
Le 26 juin, son agence confirme qu’elle sortira son troisième mini-album, Blooming Blue, avec la chanson principale Love U, le 18 juillet,.
Le 28 septembre, Chungha ainsi que Seulgi de Red Velvet, Soyeon de (G)I-DLE et SinB de GFriend sortent le single Wow Thing, dans le cadre du projet Station Young pour l’album SM Station X 0 de SM Entertainment,.
Le 2 janvier 2019, elle sort le single XII accompagné du titre principal Gotta Go,.
Chungha sort son quatrième EP  Flourishing le 24 juin, avec le clip vidéo du titre Snapping,.
Le 27 avril 2020, elle sort son pre-release single, nommé Stay Tonight qui annonce alors un prochain album.
Toujours sans album officiel, elle sort plusieurs singles : Play, le 6 juillet 2020, en featuring avec Changmo (en) ; Dream of You, le 27 novembre de la même année, en featuring avec R3hab. Enfin, elle annonce un single, nommé X dans une vidéo pour le nouvel an 2021.
D'abord prévu pour le 4 janvier 2021, des soucis de santé retardent la sortie de son premier album studio fraîchement annoncé, Querencia à la date du 15 février. Son titre principal se nomme Bicycle. L'album est séparé en 4 parties : « Side A {Noble} » ; « Side B {Savage} » ; « Side C {Unknown} » et enfin « Side D {Pleasure} ».

## Discographie

### Albums studio
| Titre              | Détails                                                                   | Classements | Ventes               |
| Titre              | Détails                                                                   | COR         | Ventes               |
| ------------------ | ------------------------------------------------------------------------- | ----------- | -------------------- |
| Querencia          | - Date de sortie : 15 février 2021 - Labels : MNH Entertainment, 88rising | 6           | COR : plus de 29 080 |
| Bare & Rare, Pt. 1 | - Date de sortie : 11 juillet 2022 - Labels : MNH Entertainment, 88rising | 15          | COR : plus de 11 230 |

### Mini-albums
| Titre         | Détails                                                        | Classements | Classements | Ventes               |
| Titre         | Détails                                                        | COR         | USA World   | Ventes               |
| ------------- | -------------------------------------------------------------- | ----------- | ----------- | -------------------- |
| Hands on Me   | - Date de sortie : 7 juin 2017 - Label : MNH Entertainment     | 8           | —           | COR : plus de 11 600 |
| Offset        | - Date de sortie : 17 janvier 2018 - Label : MNH Entertainment | 3           | 13          | COR : plus de 13 700 |
| Blooming Blue | - Date de sortie : 18 juillet 2018 - Label : MNH Entertainment | 9           | —           | COR : plus de 10 000 |
| Flourishing   | - Date de sortie : 24 juin 2019 - Label : MNH Entertainment    | 6           | 7           | COR : plus de 21 100 |

### Singles
| Année                                                            | Titre                                   | Classements | Classements | Album               |
| Année                                                            | Titre                                   | COR         | USA World   | Album               |
| ---------------------------------------------------------------- | --------------------------------------- | ----------- | ----------- | ------------------- |
| 2017                                                             | Week (월화수목금토일)                   | 86          | —           | Hands on Me         |
| 2017                                                             | Why Don't You Know (feat. Nucksal)      | 13          | —           | Hands on Me         |
| 2018                                                             | Roller Coaster                          | 6           | 19          | Offset              |
| 2018                                                             | Love U                                  | 8           | —           | Blooming Blue       |
| 2019                                                             | Gotta Go (벌써 12시)                    | 2           | 6           | XII                 |
| 2019                                                             | Snapping                                | 2           | 9           | Flourishing         |
| 2020                                                             | Everybody Has (솔직히 지친다)           | 31          | —           | Non issu d'un album |
| 2020                                                             | Stay Tonight                            | 9           | 4           | Querencia           |
| 2020                                                             | Play (feat. Changmo)                    | 14          | 17          | Querencia           |
| 2020                                                             | Dream of You (avec R3hab)               | —           | —           | Querencia           |
| 2021                                                             | X (걸어온 길에 꽃밭 따윈 없었죠)        | 100         | —           | Querencia           |
| 2021                                                             | Bicycle                                 | 38          | 11          | Querencia           |
| 2021                                                             | Demente (Spanish Version; avec Guaynaa) | —           | —           | Querencia           |
| 2021                                                             | Killing Me                              | 102         | 9           | Non issu d'un album |
| 2022                                                             | Sparkling                               | 44          | —           | Bare & Rare, Pt. 1  |
| 2024                                                             | Eenie Meenie (feat. Hongjoong d'Ateez)  | 104         | 6           | Non issu d'un album |
| "—" signifie que le titre ne s'est pas classé dans cette région. |                                         |             |             |                     |

## Filmographie

### Séries télévisées
| Année | Titre                     | Chaîne      | Rôle  | Notes                       | Réf.   |
| ----- | ------------------------- | ----------- | ----- | --------------------------- | ------ |
| 2016  | Entourage                 | tvN         | Caméo | Episode 1 avec Lim Na-young | [ 40 ] |
| 2018  | YG Future Strategy Office | Netflix     | Caméo | Episode 4                   | [ 41 ] |
| 2018  | Top Management            | YouTube Red | Caméo | Episode 14                  | [ 42 ] |

### Emissions de variétés
| Année | Titre                          | Chaîne    | Notes             | Réf.   |
| ----- | ------------------------------ | --------- | ----------------- | ------ |
| 2016  | Produce 101                    | Mnet      | Termine 4e        | [ 10 ] |
| 2016  | Hit the Stage                  | Mnet      | Participante      | [ 11 ] |
| 2017  | Ah! Sunday - A Running Miracle | EBS       | Hôte              | [ 43 ] |
| 2017  | Please Take Care of My Vanity  | Fashion N | MC                | [ 44 ] |
| 2017  | Chungha's Free Month           | —         | Documentaire      | [ 45 ] |
| 2018  | Real Life Men and Women        | MBN       | Membre du casting | [ 46 ] |

## Récompenses et nominations
| Année | Cérémonie                         | Catégorie                           | Travail nommé                      | Résultat   | Réf.                  |
| ----- | --------------------------------- | ----------------------------------- | ---------------------------------- | ---------- | --------------------- |
| 2017  | Korea First Brand Awards          | Female Idol                         | Elle-même                          | Lauréat    | [ 47 ]                |
| 2017  | 19e Mnet Asian Music Awards       | Artist of the Year                  | Elle-même                          | Nomination | [ 48 ]                |
| 2017  | 19e Mnet Asian Music Awards       | Best New Female Artist              | Elle-même                          | Nomination | [ 48 ]                |
| 2017  | 19e Mnet Asian Music Awards       | Best of Next Award                  | Elle-même                          | Lauréat    | [ 48 ]                |
| 2017  | 9e Melon Music Awards             | Best New Artist                     | Elle-même                          | Nomination | [ 49 ]                |
| 2018  | 32e Golden Disc Awards            | New Artist of the Year              | Elle-même                          | Nomination | [ 50 ]                |
| 2018  | 32e Golden Disc Awards            | Global Popularity Award             | Elle-même                          | Nomination | [ 50 ]                |
| 2018  | 27e Seoul Music Awards            | New Artist Award                    | Elle-même                          | Lauréat    | [ 51 ]                |
| 2018  | 27e Seoul Music Awards            | Popularity Award                    | Elle-même                          | Nomination | [ 51 ]                |
| 2018  | 27e Seoul Music Awards            | Hallyu Special Award                | Elle-même                          | Nomination | [ 51 ]                |
| 2018  | 7e Gaon Chart Music Awards        | New Artist of the Year (Song)       | "Why Don't You Know" (ft. Nucksal) | Nomination | [ 52 ]                |
| 2018  | 2e Soribada Best K-Music Awards   | Music Star Award                    | Elle-même                          | Lauréat    | [citation nécessaire] |
| 2018  | 1er MBC Plus X Genie Music Awards | Female Artist Award                 | Elle-même                          | Lauréat    | [citation nécessaire] |
| 2018  | 1er MBC Plus X Genie Music Awards | Artist of the Year                  | Elle-même                          | Nomination | [citation nécessaire] |
| 2018  | 1er MBC Plus X Genie Music Awards | Genie Music Popularity Award        | Elle-même                          | Nomination | [citation nécessaire] |
| 2018  | 20e Mnet Asian Music Awards       | Best Female Artist                  | Elle-même                          | Nomination | [ 54 ]                |
| 2018  | 20e Mnet Asian Music Awards       | Best Dance Performance – Solo       | "Roller Coaster"                   | Lauréat    | [ 54 ]                |
| 2018  | Korea First Brand Awards          | Most anticipated CF female model    | Elle-même                          | Nomination | [citation nécessaire] |
| 2018  | Korea First Brand Awards          | Most anticipated female solo singer | Elle-même                          | Nomination | [citation nécessaire] |
| 2018  | Korea Popular Music Awards        | Best Artist                         | Elle-même                          | Nomination | [ 55 ]                |
| 2018  | Korea Popular Music Awards        | Popularity Award                    | Elle-même                          | Nomination | [ 55 ]                |
| 2018  | Korea Popular Music Awards        | Best Digital Song                   | "Roller Coaster"                   | Nomination | [ 55 ]                |
| 2018  | Korea Popular Music Awards        | Best Solo Dance Track               | "Roller Coaster"                   | Lauréat    | [ 55 ]                |
| 2018  | 10e Melon Music Awards            | Best Song                           | "Roller Coaster"                   | Nomination | [citation nécessaire] |
| 2018  | 10e Melon Music Awards            | Best Female Dance Track             | "Roller Coaster"                   | Nomination | [citation nécessaire] |
| 2018  | 10e Melon Music Awards            | MMA Top 10                          | Elle-même                          | Nomination | [citation nécessaire] |
| 2018  | 3e Asia Artist Awards             | AAA favorite award                  | "Roller Coaster" & "Love U"        | Lauréat    | [ 56 ]                |
| 2019  | 28e Seoul Music Awards            | Main Award                          | Elle-même                          | Nomination | [ 57 ]                |
| 2019  | 28e Seoul Music Awards            | Popularity Award                    | Elle-même                          | Nomination | [ 57 ]                |
| 2019  | 28e Seoul Music Awards            | K-Wave Popularity Award             | Elle-même                          | Nomination | [ 57 ]                |
| 2019  | 33e Golden Disc Awards            | Popularity Award                    | Elle-même                          | Nomination | [citation nécessaire] |
| 2019  | 33e Golden Disc Awards            | Digital Daesang                     | "Roller Coaster"                   | Nomination | [citation nécessaire] |
| 2019  | 33e Golden Disc Awards            | Digital Bonsang                     | "Roller Coaster"                   | Lauréat    | ,                     |

### Emissions musicales

#### Show Champion
| Année | Date      | Chanson    |
| ----- | --------- | ---------- |
| 2019  | 9 janvier | "Gotta Go" |

#### M! Countdown
| Année | Date       | Chanson    |
| ----- | ---------- | ---------- |
| 2019  | 10 janvier | "Gotta Go" |

#### Show! Music Core
| Année | Date       | Chanson     |
| ----- | ---------- | ----------- |
| 2019  | 12 janvier | "Gotta Go", |
| 2019  | 19 janvier | "Gotta Go", |
| 2019  | 16 février | "Gotta Go", |

#### Inkigayo
| Année | Date       | Chanson    |
| ----- | ---------- | ---------- |
| 2019  | 13 janvier | "Gotta Go" |

#### Music Bank
| Année | Date       | Chanson    |
| ----- | ---------- | ---------- |
| 2019  | 18 janvier | "Gotta Go" |